# Battaglia della baia di Vyborg (1790)
La battaglia della Baia di Viborg (in lingua svedese Viborgska gatloppet, "il guanto [di sfida] di Vyborg") fu uno scontro navale fra gl'imperi russo e svedese, che si svolse nella baia di Vyborg il 23 giugno (calendario giuliano) 1790, nel quadro della guerra russo-svedese del 1788-1790. Le navi svedesi subirono le perdite maggiori, 6 vascelli e 4 fregate, ma alla fine Gustavo III di Svezia riuscì a trovare una via di fuga attraverso il blocco navale russo, composto da unità della flotta russa del Baltico, comandate dall'ammiraglio Čičagov. La battaglia è annoverata fra le più grandi battaglie navali della storia ed anche una delle più importanti sotto il profilo della tecnica di combattimento sul mare, poiché con essa venne introdotto il concetto di potenza di fuoco prevalente rispetto alla mobilità

## Antefatti
Nel 1790 il re Gustavo III di Svezia rivide i suoi piani di sbarco vicino a San Pietroburgo, questa volta presso Vyborg. Ma il piano fallì a causa del disastroso esito dell'attacco portato alla flotta russa a Reval il 13 maggio. Anche un ulteriore attacco contro la flotta russa, condotto al largo di Kronštadt all'inizio di giugno, fallì e le due flotte svedesi, quella d'alto mare e quella detta dell'arcipelago (skärgårdsflottan) ripararono nella baia di Vyborg.
Il campo di battaglia era definito nella prima settimana del giugno 1790. La nordica "notte bianca" era già quasi terminata che, con la costernazione di re Gustavo, venti sfavorevoli provenienti da sudovest impedirono alle circa 400 imbarcazioni da cui era costituita la flotta svedese, di salpare verso sudest nelle acque finlandesi, sotto controllo svedese. Ciò permise alle navi da battaglia e della flotta costiera russe di riunirsi.
Gustavo III ordinò alla sua forza navale (400 navi di vario tipo, 3 000 cannoni e 30 000 uomini fra marinai e soldati) di gettare temporaneamente l'ancora fra le isole di Krysserort (Ristiniemi in lingua finlandese) e Biskopsö (Severny Berezovy in russo, Piisaari in finlandese), proprio all'imbocco della baia di Vyborg, nel Golfo di Finlandia). Questa posizione strategica poneva la flotta svedese a distanza di tiro dalla capitale imperiale della Russia, San Pietroburgo.
La flotta svedese di combattimento, composta di 21 vascelli, 13 fregate, una serie di navi minori e 16 000 uomini, era comandata dal fratello minore di Gustavo III, il Principe Carlo, Duca di Södermanland. La flotta costiera di galee (Skärgårdsflottan), con 14 000 uomini, fra marinai e soldati, era comandata dal colonnello George de Frese, ma su di essa era anche imbarcato Gustavo III stesso.
L'8 giugno 1790 la flotta russa del Baltico, al comando dell'ammiraglio Čičagov, bloccò i soli due canali d'ingresso alla baia che erano navigabili, costringendo la flotta svedese all'interno della baia, ed attese l'arrivo da Kronštadt del viceammiraglio russo Karl Heinrich di Nassau-Siegen con la flottiglia di galee russe. Il blocco consisteva di una forza principale di 50 navi (con 2 718 cannoni e 21 000 uomini) ed una secondaria di 20 galee (condotta dal capitano Shlissov), 8 fregate (condotte dal viceammiraglio Kozlyaninov) e da 52 altre galee.
Su ordine di Čičagov, quattro gruppi di navi (ciascuna con una bombarda al traino) da est ad ovest della forza navale svedese. Il primo gruppo, condotto dal maggior generale Pyotr Lezhnev, consisteva di quattro vascelli nello stretto canale esterno. Nel pericolosamente poco profondo canale occidentale fra Krysserort e Repiegrund stava un gruppo di cinque navi di linea collegate con catene; un gruppo di cinque fregate (tre delle quali condotte dal contrammiraglio Pyotr Khanykov e due dall'ammiraglio russo di origine inglese Robert Crown) più a sud, fra l'isola di Lilla Fiskarna, l'isolotto di Pensar (Pensarholmarna) e la riva, ed un altro gruppo di cinque navi (tra le quali due fregate) più ad ovest a Pitkäpaasi.
Intanto, il 18 giugno un attacco alla flotta di galee russe a Trångsund (Vysotsk, Uuuras in finlandese), ordinato da Gustavo III, non ebbe successo a causa della sua debolezza nel centro dello schieramento. La scarsezza di vettovaglie spinse Gustavo ad agire. Il 19 giugno egli ordinò all'ammiraglio Nordenskiöld di formulare un piano per forzare il blocco quando il vento fosse cambiato, uno che prevedesse un'azione di distrazione con cannonate di corvette a Kanonslupar con un forzamento effettivo a Krysserort, ed uno che sarebbe stato attuato personalmente dallo stesso re.
Il 2 luglio il vento cambiò in favore degli svedesi ed il loro comando supremo alla baia di Vyborg si riunì in seduta. Una forza di esplorazione svedese sorprese un'unità russa presso le isole Björkö ingaggiando battaglia.

## La battaglia
Il 21 giugno le navi del principe di Nassau-Siegen attaccarono gli svedesi a Björkö con 89 navi. Quindi, al termine della notte del 3 luglio (22 giugno secondo il calendario giuliano), Gustavo III ordinò che il blocco venisse forzato a partire da Krysserort alle ore 10 del giorno successivo.
Alle ore 2 del 4 luglio unità svedesi bombardarono le batterie russe poste a terra lungo la riva. Nel medesimo momento, corvette svedesi, comandate dal tenente colonnello Jacob Törning, attaccarono un'unità navale russa ad ovest delle isole Vasikansaari.
Poco prima delle ore 7 di quel mattino, Gustavo III parlò con Johan Puke, comandante del vascello da 64 cannoni Dristigheten ("L'Audacia"), che avrebbe condotto l'azione di rottura del blocco, dopo di che Puke, a bordo del suo Dristigheten, condusse un gruppo di navi verso l'esterno della baia, attraverso il canale occidentale, attorno alle secche site nel centro del canale, fra queste e Krysserort, verso i primi vascelli russi, il Seslav ed il Saint Peter.
Questo gruppo di navi svedesi consisteva nella nave ammiraglia Konung Gustaf III (con a bordo il duca Carlo), la Seraphimerorden (con Gustavo III a bordo) al centro, il Manligheten ("La Virilità", nave sorella della Dristigheten), tre altri vascelli, le fregate, la fregata Zemire, il vascello da 70 cannoni Enigheten ("L'Unità"), e tre brulotti. Nel contempo la flottiglia proteggeva la flotta su di una rotta parallela più ad ovest, lungo la riva.
Immediatamente prima dell'attacco Gustavo III si trasferì su di una corvette. Il comandante Puke ordinò che tutto il personale non strettamente indispensabile si ritirasse sotto coperta e la marina svedese attaccò il blocco russo, passando fra la Selsav e la Saint Peter. Gustavo III fu trasportato attraverso le cannonate ma la nave ammiraglia Konung Gustaf III fu colpita ed il Grand'ammiraglio e duca Carlo rimase ferito. Una nave russa fu distrutta dai numerosi scontri su una fiancata.

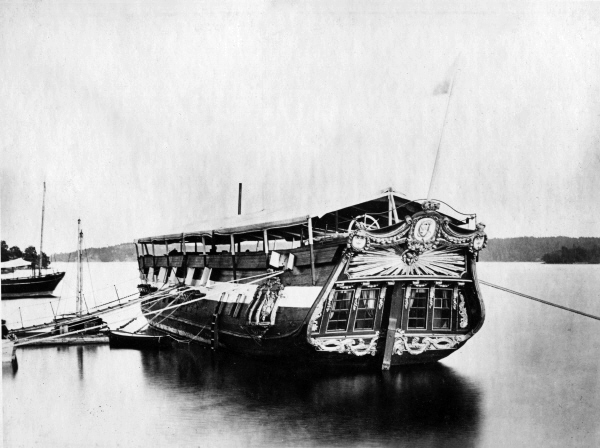
La nave personale di re Gustavo III di Svezia, Amphion

Passato il primo gruppo di navi nemiche, Gustavo III si trasferì nuovamente sul Seraphimerorden. La nave personale del re, la Amphion, non subì danno alcuno.
Più oltre, ad ovest, la flotta di galee, consistente nelle fregate Styrbjörn e Norden ("North"), in sei squadroni di navi Turuma, la Sällan Värre, le rimanenti fregate della "flotta dell'arcipelago", le Malmberg, Hjelmstierna e le corvette assegnate al colonnello Jacob Tönningen, passarono la prima linea di navi russe, quindi attaccarono la seconda. La Styrbjörn, sebbene oggetto di fuoco intenso, riuscì a passare e mise a segno parecchi colpi sulla nave del comandante russo Povalishin e sulla nave-bomba Pobeditel ("Victor").
Passata la maggior parte delle navi svedesi attraverso il blocco, Ensign Sandel, comandante del brulotto Postiljonen ("Postino"), al traino del vascello da 74 cannoni Enigheten, diede fuoco all'imbarcazione troppo presto. Egli, sotto i fumi dell'alcol, commise una serie di errori che causarono lo spostamento del brulotto verso la Enigheten, mandando quest'ultima a fuoco e quindi entrò in collisione con la fregata svedese da 40 cannoni Zemire, che esplose con altre tre navi in un'enorme cascata di macerie e fumi che invasero tutto il canale. L'esplosione danneggiò o distrusse numerose navi svedesi che stavano passando attraverso il blocco ed anche alcune navi russe costituenti il blocco stesso.
Le perdite totali della flotta svedese furono di otto navi (sette si arenarono a causa della spessa coltre di fumo provocata dall'esplosione): quattro vascelli arenati, il Hedvig Elisabeth Charlotta, di 64 cannoni comandato dal capitano Jindric Johan Nauckhoff, che continuò il fuoco contro le navi russe fino alla fine; il Finland, arenatosi nelle secche di Salvor, il vascello da 74 cannoni Lovisa Ulrika, che si arenò sulle secche di Passaloda, a sud di Reipie ed il vascello da 64 cannoni Ömheten (La Tenerezza), finito sulle secche delle isolette Pensar ed un vascello naufragato, l'Auroras, ov'era imbarcato il consigliere del re, l'ufficiale della marina inglese William Sidney Smith, che fu tuttavia tratto in salvo; tre fregate arenate nella secche di Passaloda, comprese la Uppland e la Jarrislawitz (quest'ultima così "ribattezzata" trattandosi della fregata russa "Yaroslavets", catturata dagli svedesi nel 1788).
La "flotta dell'arcipelago" perse quattro galee a causa delle secche: la Ehrenpreuss, la Palmstierna, la Ekeblad e la Uppland, tutte arenate presso le isolette di Pensar, vicino al secondo gruppo di navi russe.

## Conseguenze
Le navi da guerra svedesi che riuscirono a forzare il blocco uscirono in mare aperto, si riunirono a Vidskär-skerry a sud di Pitkäpaasi, e si diressero a Sveaborg, una fortezza navale collocata su un piccolo arcipelago di sei isole, nei pressi di Helsinki, per le necessarie riparazioni alla flotta.
L'ammiraglio russo Čičagov tardò nell'inseguire la flotta svedese, ma la raggiunse infine a Sveaborg. Il capitano Crown catturò il vascello da 62 cannoni Retvisan ("Giustizia" nell'antica pronuncia svedese) con l'aiuto del vascello da 66 cannoni Izyaslav.
La "flotta dell'arcipelago" svedese si schierò in una forte posizione difensiva nello Svensksund, presso Kotka. Il 9 luglio i russi l'attaccarono impetuosamente ma la seconda battaglia di Svensksund si risolse per gli attaccanti in un disastro, che compensò abbondantemente la sconfitta svedese a Vyborg e convinse entrambe le parti ad addivenire a negoziati di pace.